# Chisom Egbuchulam
Chisom Egbuchulam, född 22 februari 1992, är en nigeriansk fotbollsspelare som spelar för kinesiska Meizhou Hakka.

## Karriär

### BK Häcken
I februari 2017 lånades Egbuchulam av BK Häcken från Enugu Rangers. Egbuchulam gjorde allsvensk debut den 29 maj 2017 i en 1–0-förlust mot Östersunds FK, där han blev inbytt i den 58:e minuten mot Mohammed Abubakari. Totalt spelade Egbuchulam 10 ligamatcher och gjorde två assist. Han gjorde även ett hattrick i en 9–1-vinst över Kvibille BK i Svenska cupen.

### Falkenbergs FF
Inför säsongen 2018 värvades Egbuchulam av Falkenbergs FF, där han skrev på ett ettårskontrakt. I sin debut i laget den 22 april 2018 gjorde Egbuchulam två mål i en 3–1-vinst över IK Frej.

### Suwon FC
I januari 2019 värvades Egbuchulam av sydkoreanska Suwon FC.